# CONCACAF Champions Cup 1963
De  CONCACAF Champions Cup 1963 was de tweede editie van dit voetbaltoernooi voor clubs dat door de CONCACAF werd georganiseerd.
Er namen acht clubs uit acht landen aan deel:
- Sithoc  Nederlandse Antillen
- Racing Club Haïtien  Haïti
- Deportivo Oro  Mexico
- New York Hungaria  Verenigde Staten
- Vida  Honduras
- Xelajú  Guatemala
- Deportivo Saprissa  Costa Rica
- FAS  El Salvador

De eerste wedstrijd werd op 10 maart gespeeld. De finalewedstrijden, gepland voor augustus 1963, zijn nooit gespeeld. Finalist Racing Club Haïtien had problemen met paspoorten voor hun spelers, en na protest van medefinalist CD Guadalajara werd die laatste tot winnaar uitgeroepen. Protesten van de Haïtianen leidde alsnog tot een opnieuw geplande finalewedstrijd. Omdat CD Guadalajara verstek moest laten gaan vanwege andere verplichtingen werd uiteindelijk Racing Club Haïtien uitgeroepen tot kampioen.

## Eerste ronde
CD Guadalajara in de eerste ronde een bye en kwam niet in actie.

### Serie 1
|               |              |       |                                    |            |
| 10 maart 1963 | Sithoc       | 1 - 3 | Racing Club Haïtien                | Willemstad |
| 10 maart 1963 | Valeriam 43' |       | Champagne Santvil 69' Limagree 86' | Willemstad |

|               |                     |       |        |                       |
| 17 maart 1963 | Racing Club Haïtien | 1 - 0 | Sithoc | Port-au-Prince, Haïti |
| 17 maart 1963 | Santvil 52'         |       |        | Port-au-Prince, Haïti |

Racing Club Haïtien door naar de tweede ronde

### Serie 2
|               |                  |       |                   |                                             |
| 18 maart 1963 | Deportivo Oro    | 2 - 3 | New York Hungaria | Estadio Jalisco Guadalajara, Jalisco Mexico |
| 18 maart 1963 | Peña Epaminondas |       | Mate              | Estadio Jalisco Guadalajara, Jalisco Mexico |

|               |                   |       |                |                                     |
| 18 april 1963 | New York Hungaria | 2 - 2 | Deportivo Oro  | New York, New York Verenigde Staten |
| 18 april 1963 | Mate              |       | Rodríguez Peña | New York, New York Verenigde Staten |

New York Hungaria door naar de tweede ronde.

### Serie 3
|               |                      |       |                     |                                |
| 28 april 1963 | Vida                 | 2 - 2 | Xelajú              | Estadio Nilmo Edwards La Ceiba |
| 28 april 1963 | Juárez 19' Amaya 85' |       | López 34' Anaya 54' | Estadio Nilmo Edwards La Ceiba |

|            |                                                   |       |      |                                                   |
| 5 mei 1963 | Xelajú                                            | 6 - 0 | Vida | Estadio Mario Camposeco Quetzaltenango, Guatemala |
| 5 mei 1963 | Lizano 25, 83' Arjona 34, 69' Anaya 57' López 79' |       |      | Estadio Mario Camposeco Quetzaltenango, Guatemala |

Xelajú door naar de tweede ronde.

### Serie 4
|               |                    |       |            |                           |
| 28 april 1963 | Deportivo Saprissa | 1 - 1 | FAS        | Estadio Nacional San Jose |
| 28 april 1963 | Jimenez 81'        |       | Najera 75' | Estadio Nacional San Jose |

|            |                       |       |     |                           |
| 5 mei 1963 | Deportivo Saprissa    | 2 - 0 | FAS | Estadio Nacional San Jose |
| 5 mei 1963 | Jimenez 52' Marin 85' |       |     | Estadio Nacional San Jose |

Deportivo Saprissa door naar de derde ronde.

## Tweede ronde
Deportivo Saprissa had een bye en kwam in de tweede ronde niet in actie.
|             |                   |       |                |                            |
| 19 mei 1963 | New York Hungaria | 0 - 0 | CD Guadalajara | New York, Verenigde Staten |
| 19 mei 1963 |                   |       |                | New York, Verenigde Staten |

|              |                |       |                   |                                     |
| 17 juni 1963 | CD Guadalajara | 2 - 0 | New York Hungaria | Estadio Jalisco Guadalajara, Mexico |
| 17 juni 1963 | Reyes Valdivia |       |                   | Estadio Jalisco Guadalajara, Mexico |

- CD Guadalajara door naar de derde ronde

|             |            |       |                                     |                           |
| 7 juli 1963 | Xelajú     | 1 - 4 | Racing Club Haïtien                 | Quetzaltenango, Guatemala |
| 7 juli 1963 | Juárez 50' |       | Saint Vil 32, 72, 82' Champagne 62' | Quetzaltenango, Guatemala |

|              |                        |       |                     |                           |
| 14 juli 1963 | Xelajú                 | 3 - 1 | Racing Club Haïtien | Guatemala-Stad, Guatemala |
| 14 juli 1963 | López 2, 49' Anaya 10' |       | Obas 67'            | Guatemala-Stad, Guatemala |

|              |           |       |                     |                           |
| 17 juli 1963 | Xelajú    | 1 - 2 | Racing Club Haïtien | Guatemala-Stad, Guatemala |
| 17 juli 1963 | Reyes 66' |       | Obas 9' Nelson 26'  | Guatemala-Stad, Guatemala |

Omdat elk team een wedstrijd had gewonnen was een derde wedstrijd noodzakelijk. Racing Club Haïtien won de derde wedstrijd en ging door naar de derde ronde.

## Derde ronde
Racing Club Haïtien had een bye en kwam in de derde ronde niet in actie.
|                  |                    |           |                |                                        |
| 14 augustus 1963 | Deportivo Saprissa | 0 - 1     | CD Guadalajara | Estadio Nacional San José (Costa Rica) |
| 14 augustus 1963 |                    | Reyes 43' |                | Estadio Nacional San José (Costa Rica) |

|                  |                    |               |                |                                        |
| 18 augustus 1963 | Deportivo Saprissa | 1 - 2         | CD Guadalajara | Estadio Nacional San José (Costa Rica) |
| 18 augustus 1963 |                    | Reyes 35, 70' |                | Estadio Nacional San José (Costa Rica) |

- CD Guadalajara wint met 3-1 over twee wedstrijden en plaatste zich voor de finale.

## Finale
|                  |                |       |                     |                                            |
| 8 september 1963 | CD Guadalajara | x - x | Racing Club Haïtien | Estadio Jalisco Guadalajara, Jalisco (MEX) |
| 8 september 1963 |                |       |                     | Estadio Jalisco Guadalajara, Jalisco (MEX) |

|                   |                |       |                     |                                            |
| 10 september 1963 | CD Guadalajara | x - x | Racing Club Haïtien | Estadio Jalisco Guadalajara, Jalisco (MEX) |
| 10 september 1963 |                |       |                     | Estadio Jalisco Guadalajara, Jalisco (MEX) |

Oorspronkelijk zou de finale over twee wedstrijden in Guadalajara worden gespeeld. Na problemen met hun paspoorten kon RC Haïtien niet aantreden. Na afwijzing van drie speelgelegenheden, diende CD Guadalajara op 7 februari 1964 een klacht in bij de CONCACAF, die Guadalajara als kampioen aanwees. Na bezwaar van Haïtien hierop, besloot de CONCACAF tot een wedstrijd op 2 april 1964. Chivas kon op deze datum niet spelen vanwege een reeds geplande tournee door Europa, waarop de CONCACAF Haïtien als kampioen aanwees.